# アバンダン
| 専門評論家によるレビュー | 専門評論家によるレビュー |
| レビュー・スコア         | レビュー・スコア         |
| 出典                     | 評価                     |
| ------------------------ | ------------------------ |
| Allmusic                 | [ 1 ]                    |

『アバンダン』（原題：Abandon）はディープ・パープルが1998年春に発表した16枚目のスタジオ・アルバム。1994年に加入した3代目ギタリストのスティーヴ・モーズには2枚目、オリジナル・メンバーのジョン・ロードには最後のアルバムになった。

## 解説
「アバンダン」（Abandon）とは「永遠に去る、完全にあきらめる」の意味だが、本作のタイトルはイアン・ギランの"A band on"（「仕事中のバンド」という意味）という駄洒落に由来する。
「ブラッド・サッカー（Bludsucker）」は、『ディープ・パープル・イン・ロック』（1970年）に収録された同名曲（Bloodsucker）の再録音版である。このような旧作の再録音は彼等の他のスタジオ・アルバムには見られず、本作だけの特徴だった。
「ドント・メイク・ミー・ハッピー（Don't Make Me Happy）」は誤ってモノラルに仕上げられてしまったが、修正なしにそのまま発表された。異なる録音版がステレオでシングル発表された。
彼等は本作発表に続いて、1998年から1999年にかけて「ア・バンド・オン・ツアー」（A Band On Tour）と名付けたワールド・ツアーを行なった。再結成後15年にして初めてオーストラリア公演を行ない、1999年4月20日のメルボルン公演を収録したライブ・アルバム「Total Abandon: Australia '99」と同名DVDを発表した。

## 収録曲
特記なき楽曲はイアン・ギラン、スティーヴ・モーズ、ジョン・ロード、ロジャー・グローヴァー、イアン・ペイスの共作。
1. エニ・フール・ノウ・ザット - Any Fule Kno That - 4:29
2. オールモスト・ヒューマン - Almost Human - 4:26
3. ドント・メイク・ミー・ハッピー - Don't Make Me Happy - 4:56
4. セヴンス・ヘヴン - Seventh Heaven - 5:25
5. ウォッチング・ザ・スカイ - Watching the Sky - 5:26
6. フィンガーズ・トゥ・ザ・ボーン - Fingers to the Bone - 4:47
7. ジャック・ルビィ - Jack Ruby - 3:48
8. シー・ワズ - She Was - 4:19
9. ホワッツアネーム - Whatsername - 4:26
10. ’69 -  '69 - 4:59
11. イーヴル・ルイ - Evil Louie - 4:56
12. ブラッドサッカー（ニュー・ヴァージョン） - Bludsucker (リッチー・ブラックモア、ギラン、グローヴァー、ロード、ペイス) - 4:27

## メンバー
- イアン・ギラン – ボーカル
- ロジャー・グローヴァー – ベース
- ジョン・ロード  – オルガン、キーボード
- スティーヴ・モーズ  – ギター
- イアン・ペイス  –ドラムス

## その他
- フロリダ州、アルタモントスプリングズ、グレッグライクスタジオにて、97-98年に録音
- プロデュース：ディープ・パープル／ロジャー・グローヴァー
- エンジニア：ダレン・シュナイダー
- エンジニア：キース・アンドリュース
- プラチナ・ポスト・スタジオにてミックス：ダレン・シュナイダー
- アシスタント・エンジニア：ケント・ハフナグル&シャノン・ブラディ
- マスターディスク制作：グレッグ・カルビ、ニューヨークにて